# Damià de Tars
Damià de Tars (grec medieval: Δαμιανός ό Ταρσεύς, Damianós ho Tarsevs; دميانه الطرسوسي; mort el 924), dit igualment Ghulam Yazman, fou un romà d'Orient convers a l'islam que fou governador de Tars entre el 896 i el 897 i un dels principals líders de les ràtzies navals contra l'Imperi Romà d'Orient a principis del segle x. És esmentat per primera vegada poc abans del 891 com a esclau de Yazman al-Khàdim.
El 896 esdevingué emir de Tars, càrrec que conservà fins al 897, quan fou derrocat per una revolta proabbàssida. El 896 (o el 901) saquejà la ciutat grega de Demètries. A principis del 904, un altre renegat grec, Lleó de Trípoli, i Damià de Tars participaren en la campanya que arrabassà el control d'Egipte dels tulúnides i tornà a situar el país sota domini abbàssida. El 911 atacà i assolà l'illa de Xipre i el 912 tornà a col·laborar amb Lleó per infligir una dura derrota a l'almirall romà d'Orient Himeri, no gaire lluny de Quios. L'estiu d'aquell mateix any acompanyà Rústum ibn Bardu en una ràtzia al tema de Licandos. Morí el 913 o 914.

## Biografia

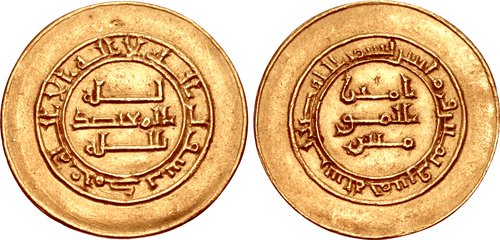
Dinar d'or del califa al-Mútadid (r. 892-902)

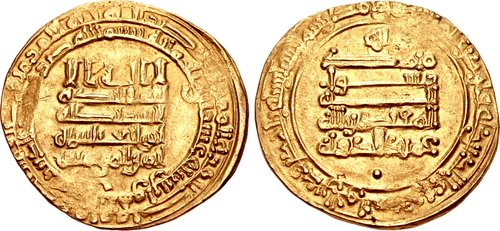
Dinar d'or del califa al-Múqtadir (r. 908-932)

Damià era un ghulam (esclau) convers del governador eunuc de Tars Yazman al-Khàdim, que reconegué la sobirania dels tulúnides d'Egipte, governats pel fill d'Àhmad ibn Tulun, Khumàrawayh. El 896, Damià fou nomenat governador de Tars per la persona que fins aleshores ocupava el càrrec, Àhmad ibn Tughan, amb Iussuf al-Baghmardí com a braç dret, i comandant de les forces militars de la regió. Tanmateix, Damià i al-Baghmardí foren expulsats de la ciutat el març o abril del 897 per una revolta proabbàssida encapçalada per un tal Raghib.
At-Tabarí relata que el 900 Damià incità el califa al-Mútadid (r. 892-902) a calar foc a la flota de Tars, composta de més de cinquanta naus, com a venjança per la seva expulsió tres anys abans, cosa que afeblí significativament el poder militar musulmà. Tanmateix, Damià es distingí com a almirall. El 896 (o el 901) saquejà el port grec de Demètries. Així mateix, participà en la campanya del 904 de Muhàmmad ibn Sulayman al-Kàtib que arrabassà el control d'Egipte als tulúnides i el tornà a posar sota domini abbàssida. Dirigí un estol que remuntà el riu Nil, tot atacant-ne les ribes i impedint l'arribada de reforços a les forces tulúnides.
El 911, durant el regnat d'al-Múqtadir (r. 908-932), atacà Xipre, que era un condomini neutralitzat d'àrabs i romans d'Orient des del segle vii, i es passà quatre mesos devastant l'illa com a càstig per als habitants, que havien ajudat una flota romana d'Orient comandada per l'almirall Himeri a atacar la costa del califat un any abans. Finalment, l'octubre del 912, Damià i Lleó infligiren una derrota sense pal·liatius a Himeri davant de Quios.
A l'estiu del mateix any, les fonts diuen que acompanyà el governador del thughur de Cilícia, Rústum ibn Bardu, en un atac contra la província fronterera romana d'Orient de Licandos. El governador armeni del tema, Mèlies, es feu fort i resistí el setge. Damià perdé la vida el 913 (o el 914), quan encapçalava una ofensiva contra la fortalesa romana d'Orient d'Estròbil. La seva mort, juntament amb el probable traspàs de Lleó de Trípoli l'any anterior, marcà la fi de l'era de supremacia naval musulmana i dels constants atacs navals contra la costa de l'imperi.